# Iweridd Corona
L'Iweridd Corona è una struttura geologica della superficie di Venere.